# 日産・ホーミー
ホーミー（Homy）は、プリンス自動車工業が製造、販売していたキャブオーバー型マイクロバスである。プリンス自工の日産自動車への吸収合併後は、日産が製造、販売する小型車枠のキャブオーバー型商用・乗用車としてその名前が引き継がれた。

## 概要
「ホーミー」はもともと、日産自動車に吸収合併される以前からのプリンス自動車工業の車種であり、小型トラック「ホーマー」の姉妹車であった。1965年10月に初代となるプリンス・ホーミーが発表され、プリンス吸収合併後の1966年8月には車名を日産・プリンス・ホーミーと改め、さらに1970年には日産・ホーミーとなった。
2代目からはプリンス店（スカイライン販売会社）で販売されるキャラバンの姉妹車となった。キャラバンとはフロントグリルのデザインやエンブレムなどが異なり、販売系列もキャラバンは日産モーター店（ローレル販売会社）、ホーミーは日産プリンス店（スカイライン販売会社）での扱いとなっていた。
ただし、沖縄県においては「ホーミー」が女性器を表す琉球方言「ホーミ」（宝味）に通じるため、沖縄地域のプリンス店では代替としてキャラバンが販売されていた。

## 歴史

### 初代 B640・T20型（1965年-1976年）

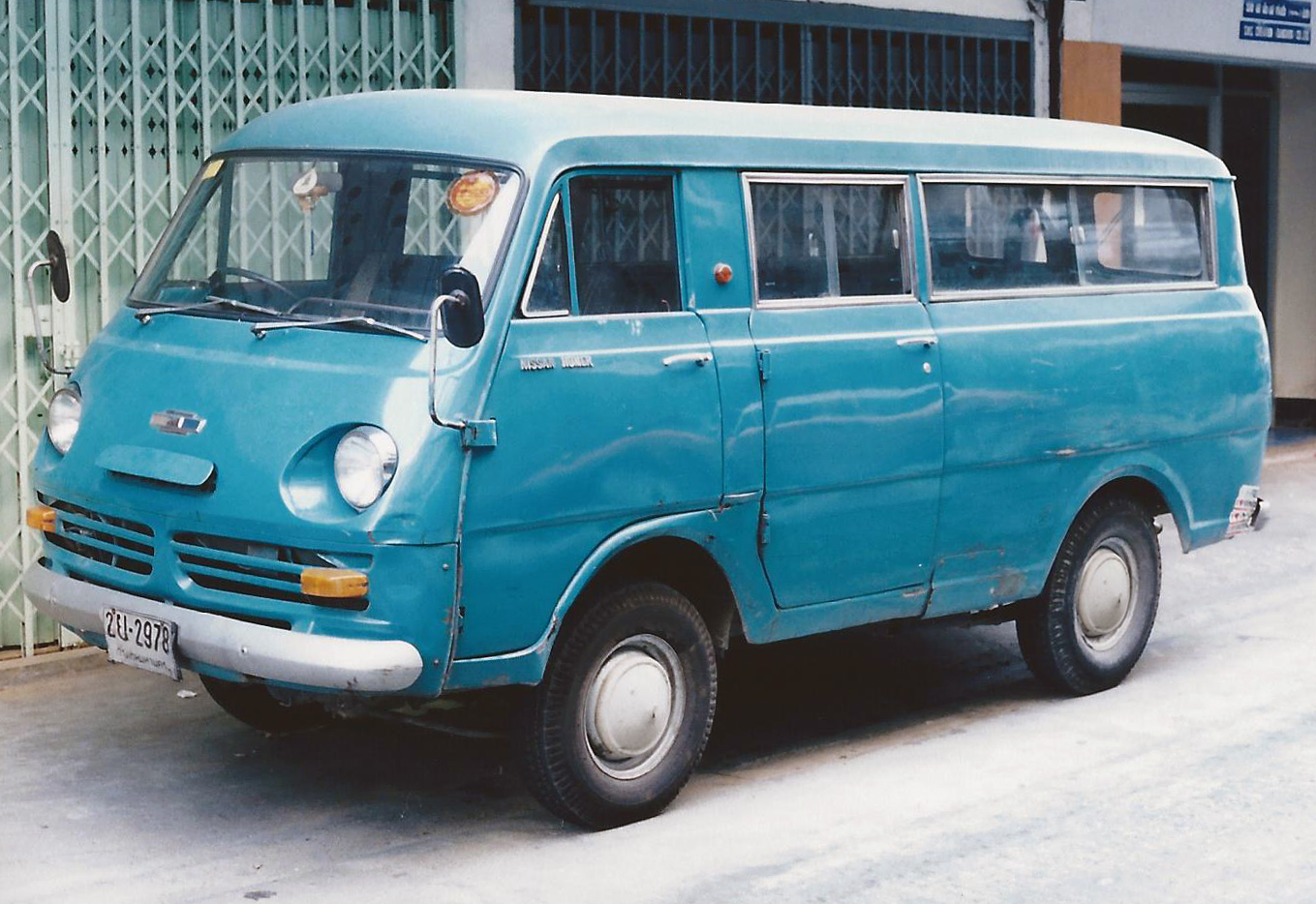
初代ホーミー（日産との合併後の生産車で、この写真は1990年ごろ、タイのバンコクにて撮影されたもの。現地仕様のため、左フロント・ドア上のエンブレムは、"NISSAN HOMER"となっている。）

1965年10月、プリンス自動車工業より、15人乗りマイクロバス、B640型「ホーミー」として発表される。
初代ホーミーは、前年の1964年発表の同じくプリンス自工製小型トラック、T640型「ホーマー」のバリエーションモデルであるV640型「ホーマーバン」をさらにバスとして乗用車風に仕立て直したものである。
- 1966年8月 - 日産との合併（事実上の吸収合併）に伴い、車名を「ニッサン・プリンス・ホーミー」へと改められた。
- 1970年 - プリンスの名も消え「ニッサン・ホーミー」となる。（但し、車検証上の車名は引き続き「プリンス」。）
  - 8月 - 道路交通法が改正され、定員11名以上の自動車が普通乗用車扱いの大型自動車免許適用と改められたため、15人乗りマイクロバスは2ナンバー扱いとなる（9人乗りは従来通り5ナンバーのまま）。
- 1972年8月 - マイナーチェンジを機に、ベースである商用車のホーマーと共に型式がT20型と改められる。

### 2代目 E20型（1976年-1980年）

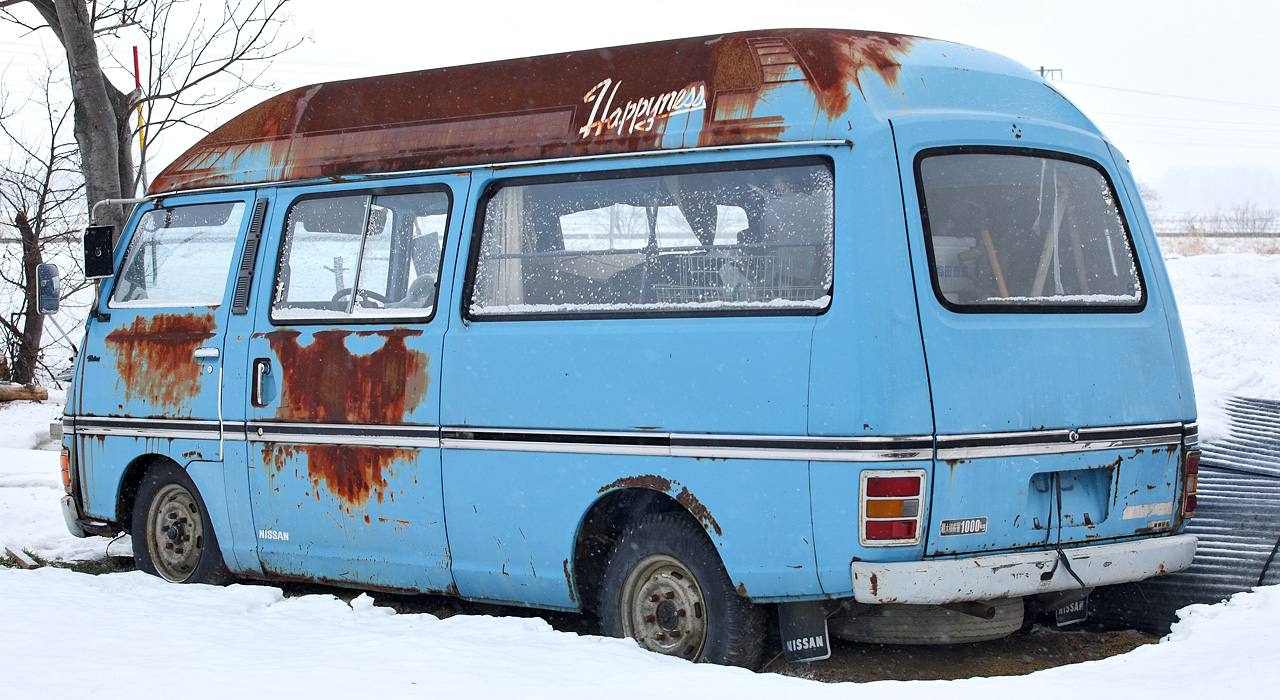
2代目ホーミーバン ハイルーフ
（VGE20）

1976年1月 - E20型ホーミー発売。ホーマーとの姉妹車の関係を解消し、1973年に発売されたE20型初代キャラバンの姉妹車となった。貨物と乗用を揃えるキャラバンに対し、ホーミーは当初バンのみだったが、1979年に乗用タイプが追加された。

### 3代目 E23型（1980年-1986年）

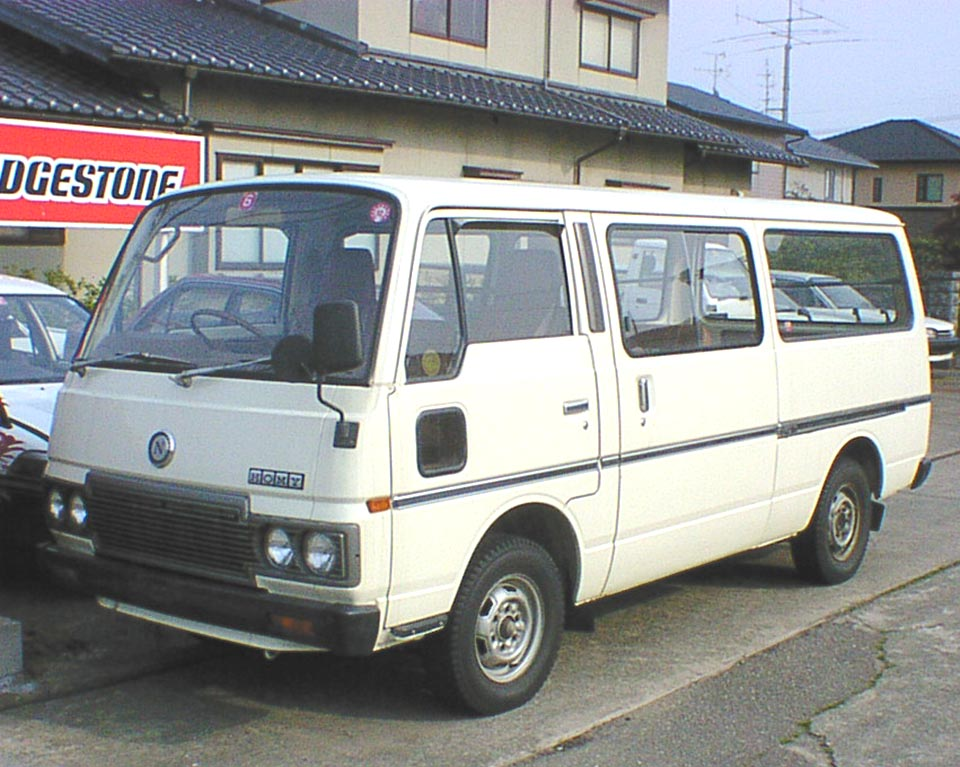
3代目ホーミー（E23 中期型）

- 1980年8月 - キャラバンと同時にE23型にフルモデルチェンジし、発表される。キャラバンとの違いはラジエーターグリルが格子状になっている点である。搭載するエンジンもキャラバン同様の直列4気筒OHC  Z20型およびLD20T型ディーゼルターボの2機種。バンにはZ18型およびSD23型も設定された。
- 1981年7月 - 特別仕様車発売。
  - 10月 - 第24回東京モーターショーに「ホーミーRV」を参考出品。長谷見昌弘率いるハセミモータースポーツのチームサポートカーに採用された。
- 1983年4月 - マイナーチェンジ。上級グレードは4灯角型ヘッドランプと大型バンパーに変更。「FL」および「ロング10人乗りDX」を追加。
- 1985年5月 - 8人乗りに「SGLアビイロード」を追加設定。

### 4代目 E24型（1986年-1999年）

#### コーチ

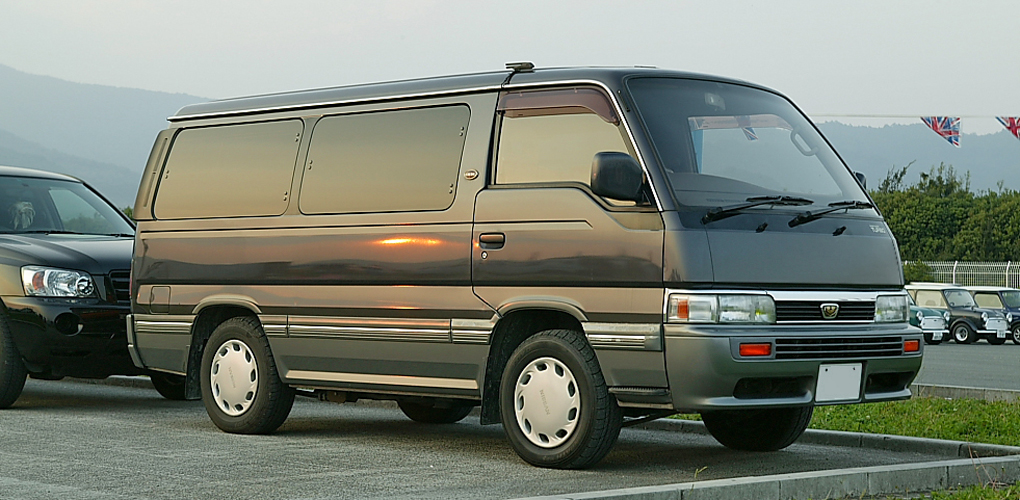
4代目ホーミーコーチ
GTクルーズ2.7ディーゼルターボ
(Q-ARE24)

- 1986年9月 - フルモデルチェンジ。エンジンは2,000ccガソリンZ20、2,000ccディーゼルターボLD20T・II。
- 1987年10月 - グレード追加、4WD追加。エンジンは2,700ccディーゼルTD27。MT以外は4速電子制御オートマチック。
- 1988年10月 - 最上級グレードの「GT」、「GTリムジン」を追加。国産ワンボックスカーとしては史上初の155馬力を発生するV型6気筒SOHC3リッターのVG30E型エンジンを搭載。フロントスポイラーが標準装備とされ、オプションでリアスポイラーやクルーズコントロールなども設定できた。GTリムジンにはデジタルメーターが採用され、特にV6グレードにはクルーズコントロール、15インチアルミホイールが標準装備され、価格も当時で315万円と最高級に分類されるグレードであった。その他、ターボディーゼルTD27Tを搭載したグレードも設定された。Z20SとLD20T・IIに設定されていたアビイロードリムジンは廃止された。
- 1989年8月 - GTとGTリムジンの中間に位置するグレードとして「GTクルーズ」を追加。
- 1990年10月 - マイナーチェンジ。TD27Ti車を追加、LD20T・IIを廃止。ロングボディの「ロイヤル」を追加。
- 1993年5月 - TD27T廃止。
- 1994年11月 - グレード、新色追加。「GTクルーズSリミテッド」を追加し、オーテックジャパンの手による特別仕様車「フウライボウ」のベース車を「GTクルーズS」へ変更した。ホーミーのグレード名であったアビイロードは廃止された。
- 1995年8月 - マイナーチェンジ。ラジエータグリルの意匠変更のほか、乗用車排出ガスの短期規制に適合させるため、ディーゼルターボエンジンをTD27Ti型から電子制御式噴射ポンプを装備したTD27ETi型へ変更した。乗用Z20（ツインプラグの三元触媒付）が廃止された。「GTクルーズSプラネタルーフ」を追加し、「フウライボウ」のベース車を「GTクルーズSプラネタルーフ」へ変更。また、全車に運転席SRSエアバッグを標準装備した。
- 1997年4月[1] - ガソリン車の生産終了。在庫対応分のみの販売となる。
- 1997年5月 - 「ホーミーエルグランド」（→エルグランド）の登場によりラインナップが大幅に整理され、廉価版であるGLとDX、2700ディーゼルエンジン搭載車のみになった。このマイナーチェンジで車種記号が日産共通の18桁化された。
- 1999年6月[2] - ディーゼル車の生産・販売終了。

#### バン

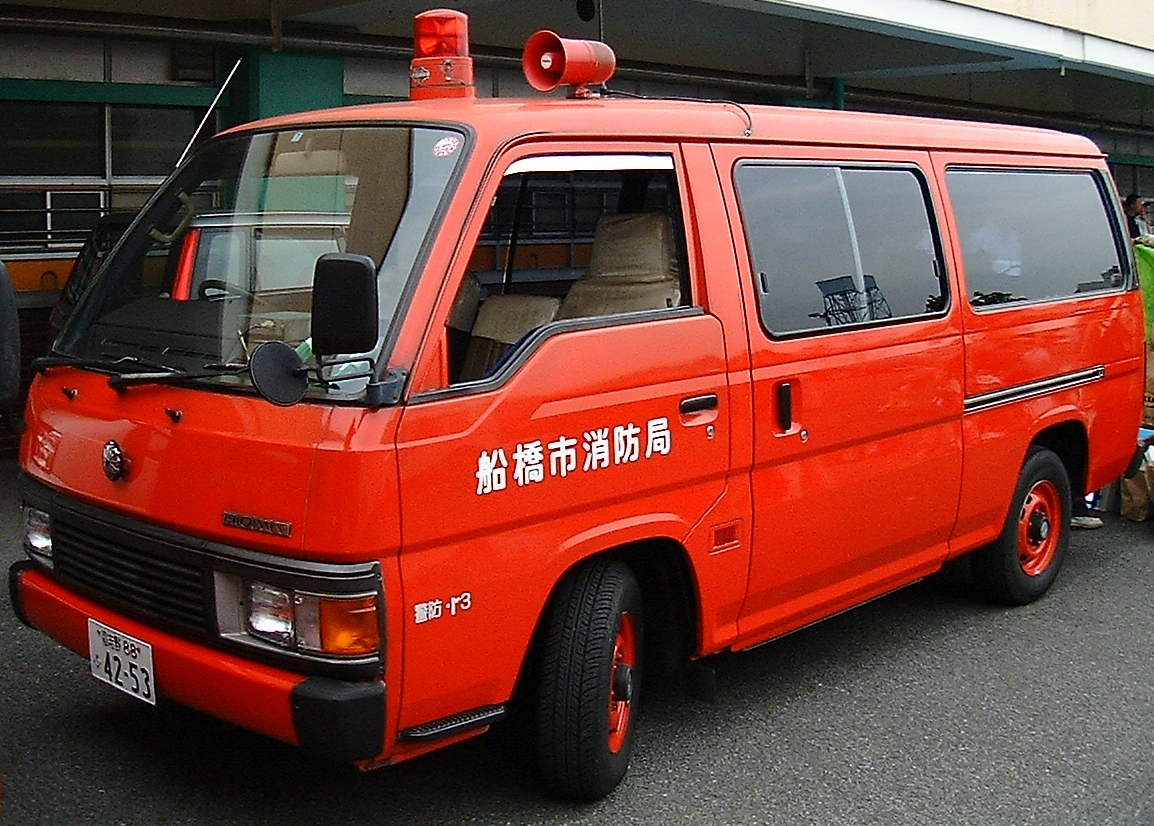
4代目ホーミー（E24 初期型）

- 1986年9月 - キャラバンと同時にE24型にフルモデルチェンジ。ハード面はキャラバンとまったく同一で、「ビックリウィンドウ」も設定された。
- 1988年10月 - ディーゼルエンジン車をTD27に統一。
- 1990年8月 - バンのガソリンエンジン車をZ20シングルプラグからNA20Sに換装。
- 1995年8月 - いすゞ自動車へ「ファーゴワゴン」としてOEM供給を開始。。搭載するエンジンはTD27ETi型（いすゞでのグレードはLS）、およびTD27型（同、LDロングボディー）の2機種。キャラバン/ホーミーとの外観の違いはラジエータグリルが異なる程度である。
- 1996年8月 - バン用ディーゼル・オートマ車のみエンジンがTD27型から排気量アップされたQD32型へ変更される。若干の装備・仕様変更も行なわれた。
- 1997年5月 - マイナーチェンジ、バン用ディーゼル・マニュアル車にもQD32型へ変更された。
- 1999年6月[3] - キャラバンに統合され販売終了。同時期にホーミーエルグランドもキャラバンエルグランドと同時にマイナーチェンジを行い「エルグランド」に統一され、プリンス時代から続いた「ホーミー」の名は35年の歴史に幕を閉じた。

## 車名の由来
「Homy」という名称はかつてのプリンス自動車のトラック、ホーマーと英語の「my」の合成語である。「私のホーマー」という意味で、ホーマーのルートバンを15人乗りのマイクロバスとした際に与えられた名称であった。